# Arycanda credibilis
Arycanda credibilis là một loài bướm đêm trong họ Geometridae.